# Tempête (film, 2015)
Pour les articles homonymes, voir Tempête (film) et Tempête (homonymie).
Pour plus de détails, voir Fiche technique et Distribution.
Tempête est un film français réalisé par Samuel Collardey, sorti en 2015.
Le film présente la particularité d'être interprété par des acteurs non professionnels qui jouent leur propre rôle. L'acteur principal, un marin pêcheur, a été récompensé lors de la Mostra de Venise.

## Synopsis
Dominique Leborne, 36 ans, matelot-pécheur sur le Petit Gaël II, un bateau de pêche basé au port des Sables-d'Olonne fait de dures campagnes de pêche de trois semaines, le grand métier. Depuis son divorce, ses enfants ont choisi d'habiter avec lui malgré ses absences, il ne les voit qu'à peine quelques jours certains week-end. Ceux-ci sont plus ou moins livrés à eux-mêmes dans la maison familiale modeste et en mauvais état. Quand il apprend que Mailys, la fille de son ex-femme qu'il a reconnue comme étant sa fille, est tombée enceinte, Dominique va devoir choisir entre son métier et son rôle de père.
Les services sociaux s'émeuvent des conditions de vie des enfants. Pour pouvoir conserver leur garde, il décide d'abandonner le grand métier et de devenir patron d'un petit bateau qui lui permettra de revenir chaque soir à terre. Il retourne en formation et monte un dossier pour acheter un bateau, mais les choses ne sont pas si faciles.

## Fiche technique
- Réalisation : Samuel Collardey
- Scénario : Samuel Collardey et Catherine Paillé
- Production :  Geko Films, France 3 Cinéma, France Télévisions
- Musique : Vincent Girault
- Montage : Julien Lacheray
- Durée : 89 minutes
- Dates de sortie : 
  - 9 septembre 2015 : Mostra de Venise
  - 12 octobre 2015 : Festival de la Roche-sur-Yon
  - 24 février 2016 ( France)

## Distribution
- Dominique Leborne dans son propre rôle : Dom
- Mailys Leborne dans son propre rôle : Mailys, la fille de Dom
- Matteo Leborne dans son propre rôle : Matteo, le fils de Dom
- Chantal Leborne dans son propre rôle : la mère de Dom
- Vincent Bessonnet : Vincent
- Patrick d'Assumçao : le patron armateur
- Marc Brunet : le banquier

## Autour du tournage
Une partie du film a été tourné sur le fileyeur Petit Gael II (Immatriculation YE 929938) dont le port d'attache est à l'Île d'Yeu.

## Distinctions
- 2015 : Meilleur acteur pour Dominique Leborne à la sélection Orizzionti du Festival de Venise[3]
- 2015 : Nomination pour le meilleur film pour Samuel Collardey lors de cette même sélection
- 2015 : Bayard d'Or du meilleur film lors du Festival international du film francophone de Namur